# Pamplemousse à chair rouge

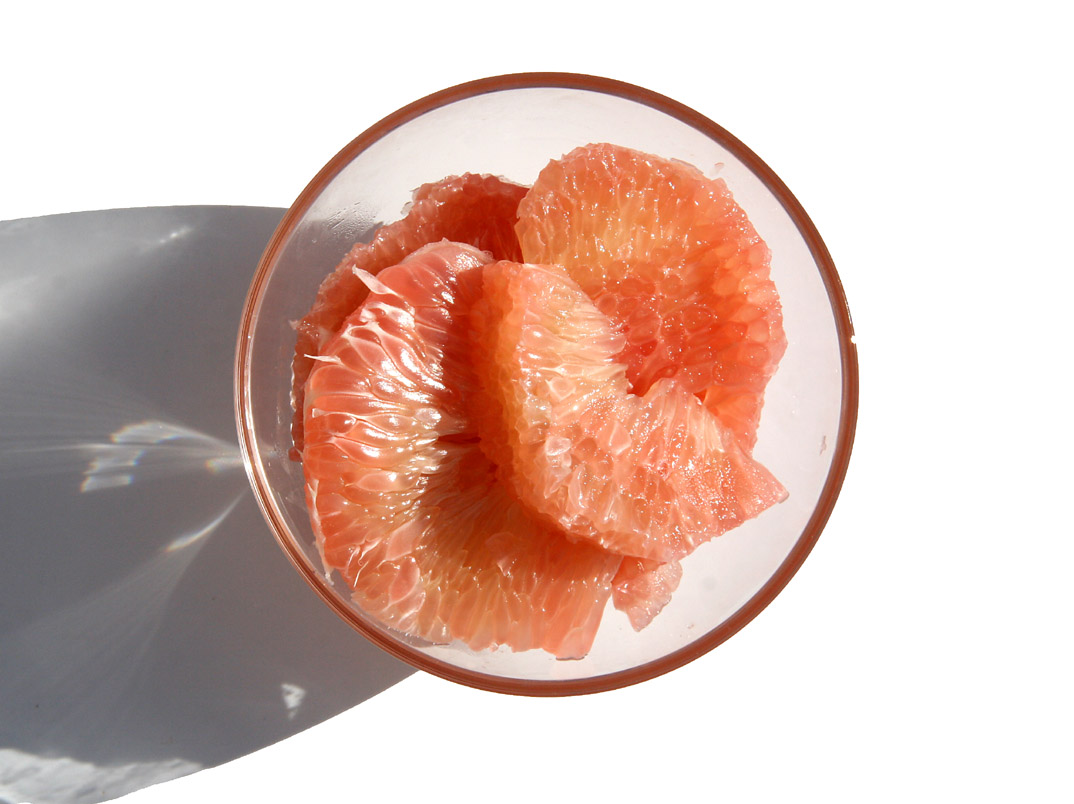
pulpe de pamplemousse rouge

Les pamplemousses à chair rouge plus exactement à pulpe rouge, sont un ensemble de cultivars,
- soit de Citrus maxima, une espèce originaire d'Asie du Sud-Est, dont la pulpe est de couleur rose foncé à rouge violacé. Ils sont l'objet d'une sélection compétitive en Chine et à Taïwan. Le 三红蜜柚 / Sān hóng mì yòu (« Pomelos au miel à trois rouges ») est l'obtention récente la plus remarquable. La Thaïlande est un important producteur,
- soit de Citrus paradisi, un hybride naturel de Citrus maxima et de l'Oranger (Citrus sinensis) d'origine américaine, à la pulpe rose-rouge. Juteux et d'un goût différent, ils sont produits en Occident.
- soit enfin du croisement des 2 précédents.

La couleur de ces fruits est appréciée par le public, la richesse de la pulpe en antioxydants justifie les recherches actuelles.

## Dénomination
红肉蜜柚 (hóng ròu mì yòu) ou 红心蜜柚 (hóngxīn mì yòu) Pamplemousse de miel (= pamplemousse doux) à chair rouge est une fruit très populaire en Chine, il est plus cher que ses équivalents à pulpe claire, et réputé avoir une valeur nutritionnelle supérieure.

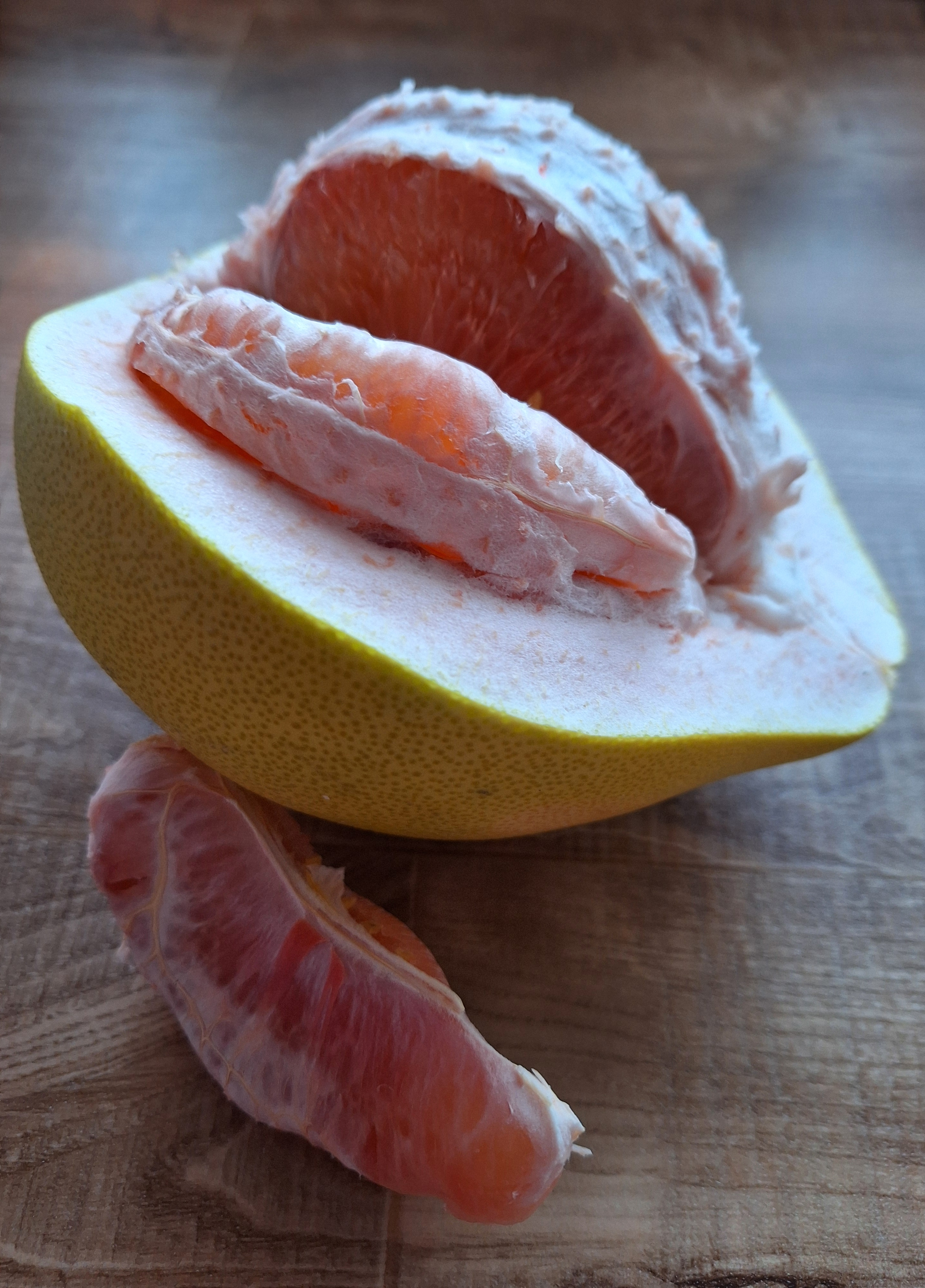
pulpe rosée

Ne pas confondre avec 黄金蜜柚 (huángjīn mì yòu) communément kumquat pomelo (pamplemousse oranger, à pulpe oranger) fruit précoce de Tunchang, du Jiangxi, et du Fujian dont la teneur en β-carotène est parmi les plus élevées.

## Description

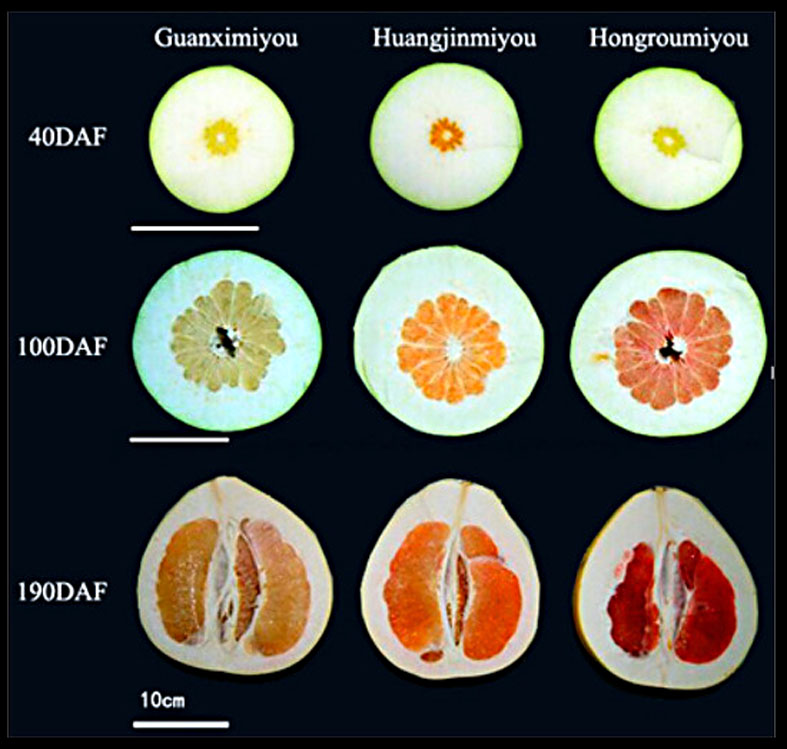
Coloration des pamplemousses ‘Huangjinmiyou’, ‘Hongroumiyou’ et ‘Guanximiyou’ a divers stades de développement (en jours après la fleur)

Le pamplemousse à pulpe rouge est une mutation de bourgeon spontanée qui accumule de grandes quantités de caroténoïdes: principalement le lycopène et de β-carotène. Les terpénoïdes sont des composants majeurs des caroténoïdes, des limonoïdes responsables de la coloration, de l'amertume et de l'arôme des fruits. La pulpe rouge du pamplemousse 'Chuhong' contient 57 fois la quantité de caroténoïdes - principalement -trans -lycopène et du phytoène - de celle du 'Feicui' à chair vert pâle. La production de limonine et de nomiline aglycone sont plus élevées chez le premier. Enfin le flavedo de ce pamplemousse rouge contient une quantité significativement plus élevée de substances volatiles (2014) que les fruits à pulpe claire.
Ces composés sont des antioxydants.

### Aspect fonctionnel
En 2007 une analyse comparative chinoise montre que la teneur totale en phénols du jus de pamplemousse rouge extrait au méthanol (8,3 mg/ml) est significativement supérieure à celle du blanc (5,6 mg/ml), de même pour les caroténoïdes, la vitamine C et le  δ-tocophérol. Le jus de pamplemousse rouge frais est une excellente source de composés antioxydants (piégeage des radicaux libres, de l'anion superoxyde et les radicaux peroxyde d'hydrogène). En 2017, le pamplemousse à chair rouge est considéré bénéfique pour la prévention des maladies cardiovasculaires grâce à ses flavonoïdes, le bêta-carotène et le lycopène qui sont des antioxydants favorables au renforcement de l'immunité et à retarder le vieillissement. Il protégerait la vue, diminuerait la pression artérielle, préviendrait les maladies cérébro-vasculaires. L'infusion du zeste renforcerait le système immunitaire et le système digestif. Une comparaison (2022) d'un cultivar blanc et d'un cultivar rouge du Yunnan montre que les gènes liés à la synthèse des flavonoïdes et des phénylpropanoïdes sont régulés à la hausse chez le rouge.
Une analyse (2022) des variétés de pamplemousses populaires dans le sud de la Chine: C. maxima 'Guanximiyu' rouge du comté de Pinghe, 'Shatianyu' blanc du comté de Rongxian, 'Majiayu' rouge du comté de Guangfeng, 'Wendanyu' blanc du comté de Xianyou et 'Liangpingyu' blanc de la ville de Chongqing, et d'une variété de C. paradisi  'Changshan huyou' à pulpe oranger du comté de Changshan a montré que ce dernier contient plus de phénols et de flavonoïdes et un activité antioxydante plus élevée que les C. maxima. 'Shatian' yòu blanc est plus riche en composés volatils, en protéines et en vitamine C.

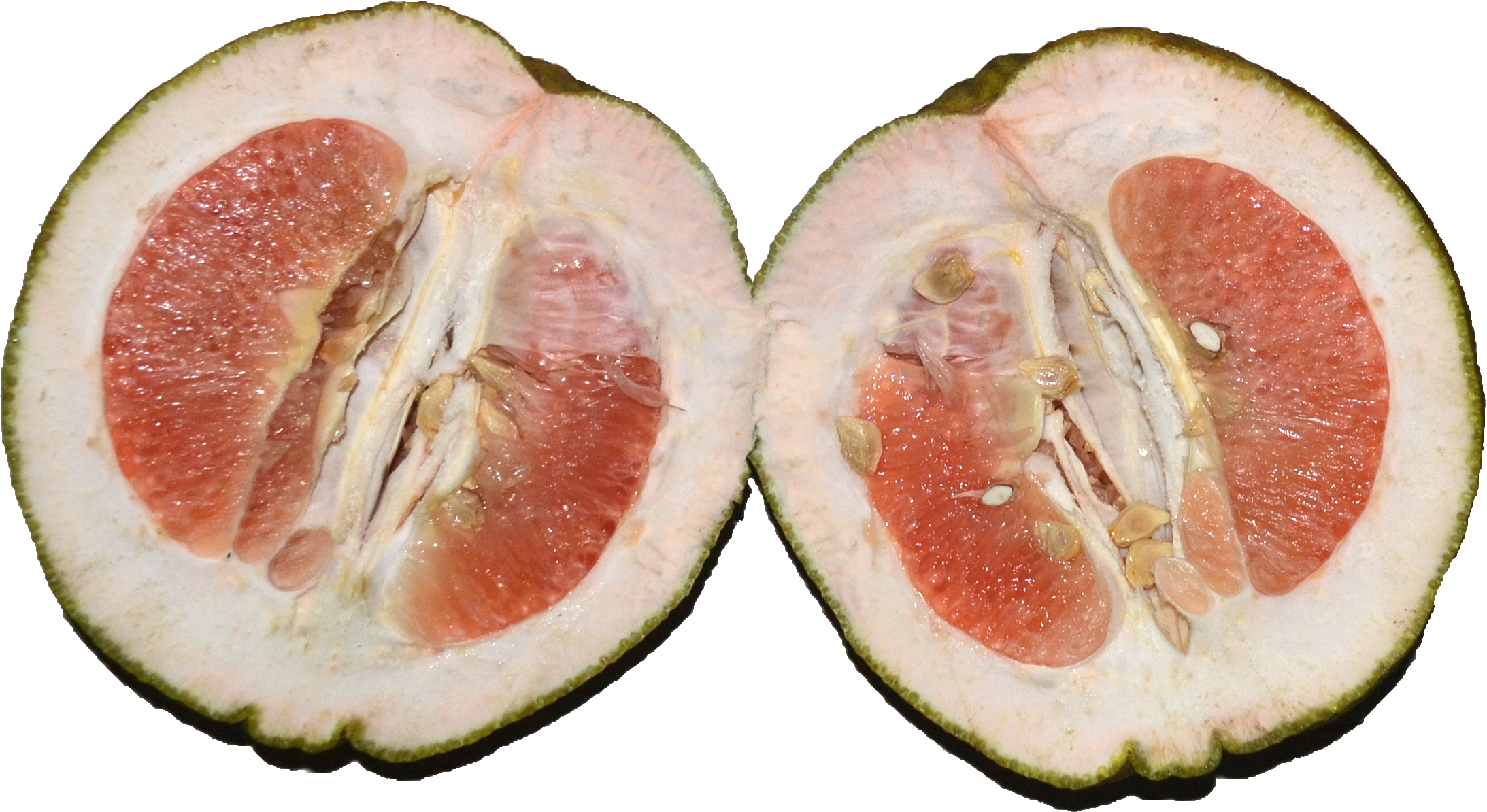
cultivar indien

### Les cultivars

#### Citrus maxima
Principalement produits en Chine et en Thaïlande les pamplemousses (Citrus maxima) à pulpe rouge sont aussi cultivés en Malaisie ('Tambun Ipoh Red' Pomelo), en Inde ('Indian River Red' Pomelo, couleur tendant à l'oranger, 'Chakrota' très gros fruit jusqu'à 4 kg, Emanuel Bonavia  - 1890 - cite le pamplemousse rouge du marché de Bombay comme la meilleure variété), au Cambodge.
Siamese Pink (rose du Siam) est le cultivar rose ancien le plus apprécié, il serait originaire d'Indonésie. 'Pomelit' à pulpe rose claire similaire au Djeroek Deleema Kopjor d'Indonésie) est un semis obtenue en Afrique du Sud.

Ces fruits sont largement consommés comme fruits de table et non comme fruits à jus. 

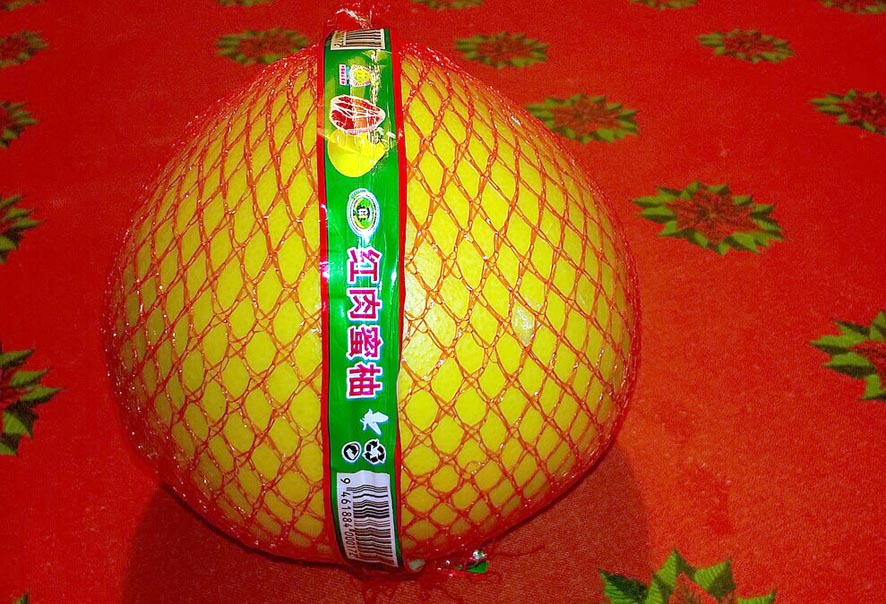
Pamplemousse chinois jaune à chair rouge.

##### Cultivars chinois
Ils sont nombreux et plus ou moins rougissants.
- 麻豆紅柚 (má dòu hóng yòu) rouge de Madou est originaire du village d'Anye, ville de Madou, le plus commun, piriforme à peau verte, nombreuses graines, pulpe rose foncé. Maturité pleine saison : octobre à novembre. La teneur en sucre du jus est de 8 à 11 °brix, l'acidité est de 0,39 à 0,61 %, le gout s'équilibre avec le stockage.
- 斗柚 (dòu yòu) Douyou ou 'Wuyeyou'. Cultivar qui date des années 1980. Le fruit vert est ovoïde ou oblong, la pulpe rouge foncée très sucrée. A été introduit à Taïwan[16].
- 三红蜜柚 = 三红柚 (sān hóng mì yòu) pamplemousse 3 fois rouge[17]. Le pamplemousse de miel 'Sanhong' a une pulpe rouge-violet, un albedo rosé et un flavedo rouge clair après l'ensachage. Ce mutant de pamplemousse rouge a été introduit à Meizhou en 2010[18], il est originaire du comté de Pinghe, ville de Zhangzhou, rapidement il a été largement planté dans de nombreuses exploitations agrumicoles du sud chinois. Il doit son succès à sa couleur, à l'absence de pépins et à son niveau de sucre jusqu'à 15 °brix[19]. Maturité de mi à fin septembre. Les fruits sont ensachés pendant l'été[20].

Le flavedo du 'Sanhong miyòu' rougit après ensachage, sans ensachage il reste vert-jaune. Les caroténoïdes sont les agents de coloration de l'exocarpe, une étude (2023) a montré que la régulation des gènes CitERF23, CitERF27 et CitERF32 liés au métabolisme des caroténoïdes est affectée par l'épigénétique.

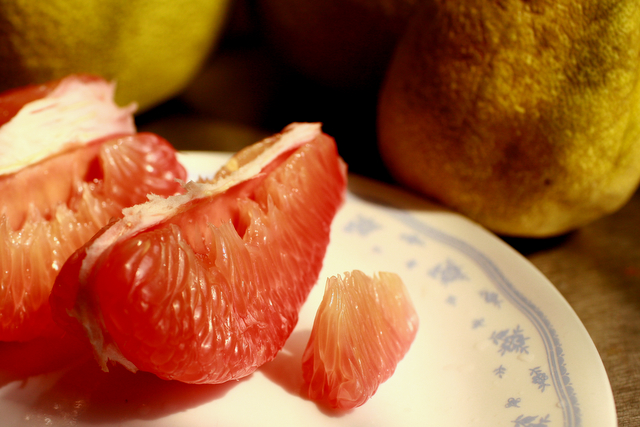
Pamplemousse rouge de Wendan (紅文旦) épépiné

- Pamplemoussiers à chair rouge du Guanxi. Il s'agit d'une population de divers cultivars proches[22]. 关系蜜柚 (Guānxì mì yòu) 'Guanxi miyòu'  est un gros fruit à chair croquante et tendre, sucrée, dont la peau épaisse permet une conservation de 3 mois, il est précoce (les exportations commencent en juillet)[23]. Son mutant de bourgeon 红肉蜜柚 (Hongrou mì yòu) également d'un rouge écarlate foncé est proche (2009)[24].Fujian à pulpe rouge

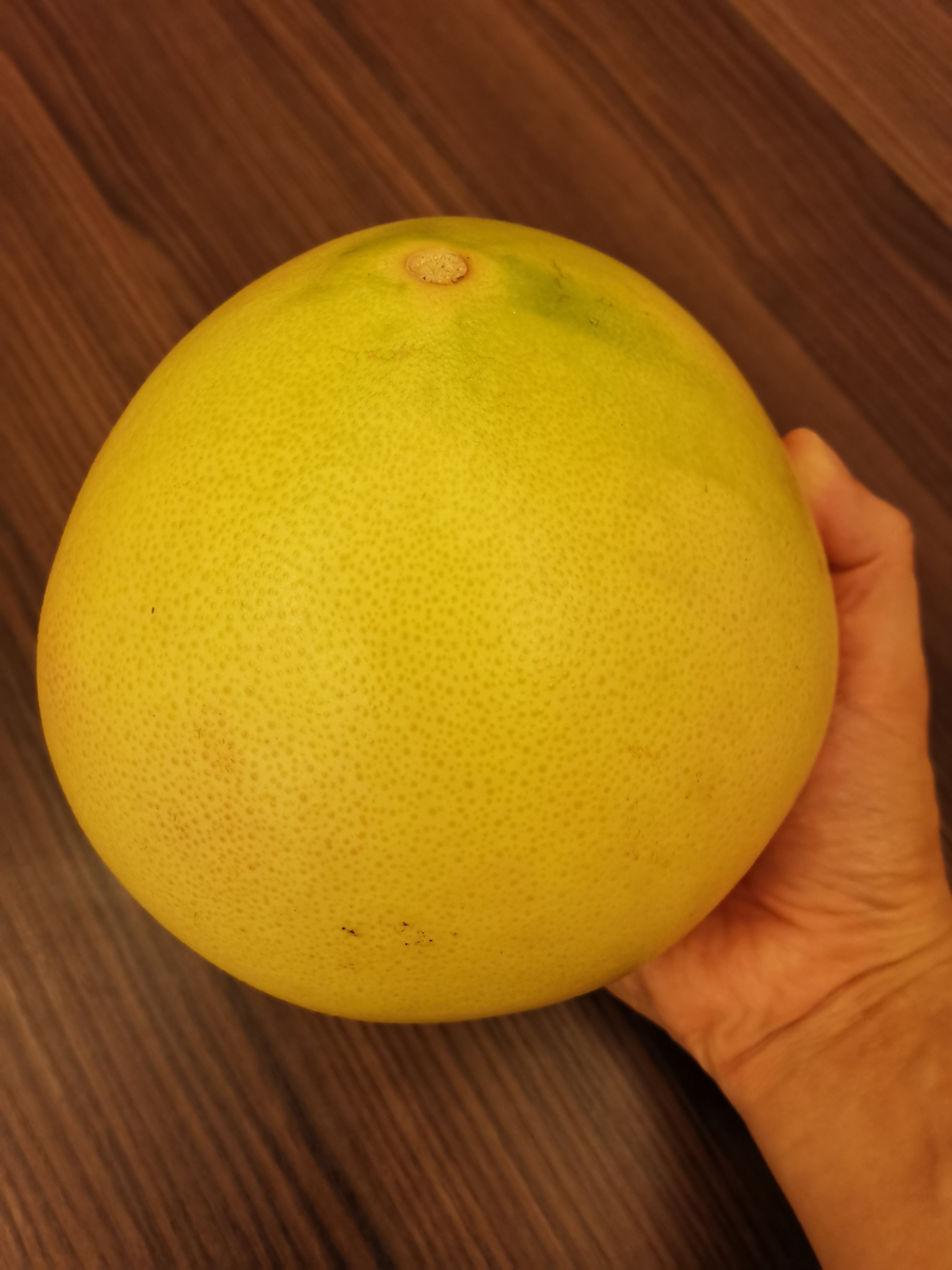
Fujian à pulpe rouge

- 大埔蜜柚 (Dà bù mì yòu)  Pomelo de Tai Po, ou de Dapu - comté de Dapu, ville de Meizhou, province du Guangdong - est un moyennement gros 1,25 à 1,5 kg. Ce pamplemousse à chair rouge bénéficie d'une indications géographiques reconnue par l'UE dans le cadre de l'accord du 1er mars 2021[25].

##### Cultivars de Taïwan
Dans l'ensemble proches des chinois du continent.
- 樟柚 (Zhāng yòu) pamplemousse camphré. Décrit par Shimada Yaichi (1927) il serait issu d'un semis d'une graine locale. Il est cultivé dans le village d'Anye, canton de Madou, un peu plus acide que le rouge de Brunei[27].
- Taiwan Red Wandan Pomelo, le plus précoce, pulpe rose hétérogène[28].
- 汶萊紅柚 (wèn lái hóng yòu) pamplemoussier rouge de Brunei. Introduit du Brunei vers 1990 dans le canton de Linnei. Fruit de 1,5 à 2,7 kg maturité octobre - novembre. Ressemble au rouge de Madou, nombreuses graines, teneur en sucre moyenne 9 à 10 °brix, acidité est de 0,4 à 0,5 %[29].

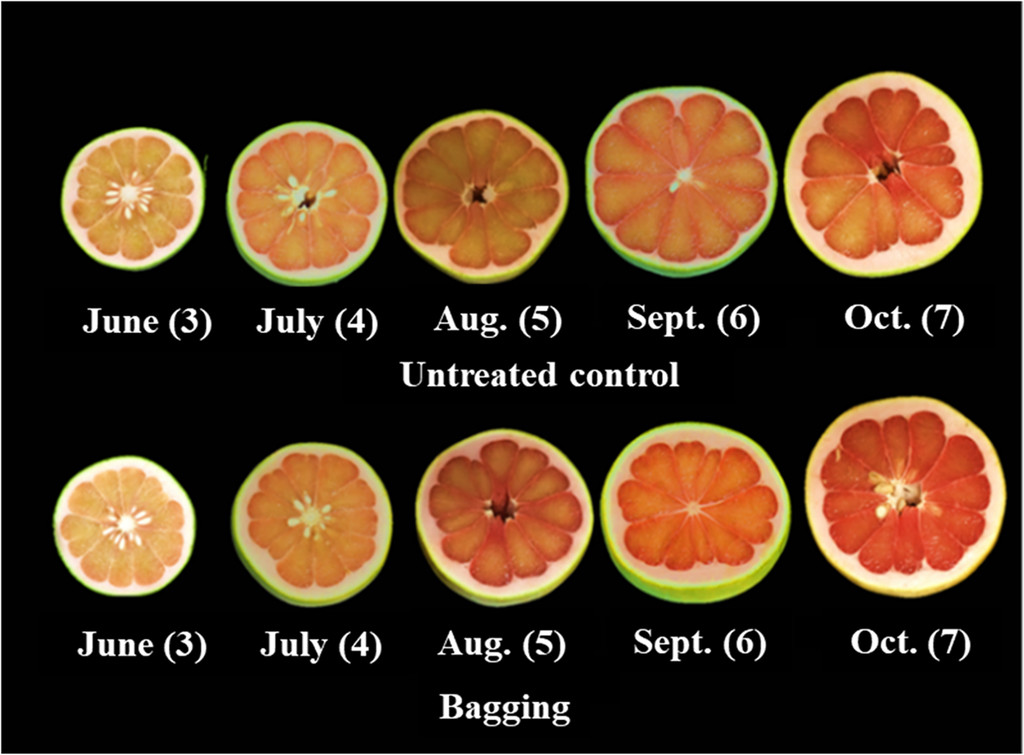
L'ensachage permet d'obtenir une coloration homogène de Tubing Siam

##### Cultivars thaïs
- Tab Tim Siam, Tubtim Siam ou Daeng Siam, 泰国红宝石柚 (tàiguó hóngbǎoshí yòu). Indication Géographique (sud du pays) à pulpe rouge rubis surtout coloré près des parois des quartiers[31] est un cultivar de la province de Nakhon Si Thammarat. Le fruit est gros (1,5 à 3,2 kg), piriforme, vert à l'extérieur, il a peu ou pas de graines et est exporté[15]. La pointe acide n'apparait pas immédiatement car il est aussi très sucré 14 à 15 °brix[32]. La coloration est plus marquée près des parois des quartiers. Il serait distinct de ses équivalents chinois[31].
- ส้มโอ ทับทิมสยาม (S̄̂m xo thạbthim s̄yām) pamplemousse 'Siam ruby', version généralisée du précèdent, la coloration homogène s'obtient à parfait maturité (120 jours après l'anthèse),
- Thai Red , proche du précédent mais avec une peau rouge et non verte.
- 紅文旦 (Hóng wéndàn) enregistré en 1938. Pamplemousse rouge chinois cultivé en Thaïlande, piriforme, maturité octobre, pulpe rouge homogène avec beaucoup de graines[33].

##### Vietnam
Le pamplemousse rouge de Luan Van est un cultivar traditionnel de pamplemousse à la peau d'un beau rouge qui bénéficie d'une Indication géographie protégée (communes de Thọ Xương et Xuân Bái). Il est réputé non amer, juteux mais a des graines. Il est ensaché sur l'arbre pour colorer.

##### Israël
- Jaffa red pomelo (plus rose que rouge) est en Israël les nom de 'Chandler', croisement de Siamese Sweet (blanc) et de Siamese Pink rose acide[35]  introduit en 1961 par les Drs Cameron et Soost de l'Université de Californie à Riverside[36].

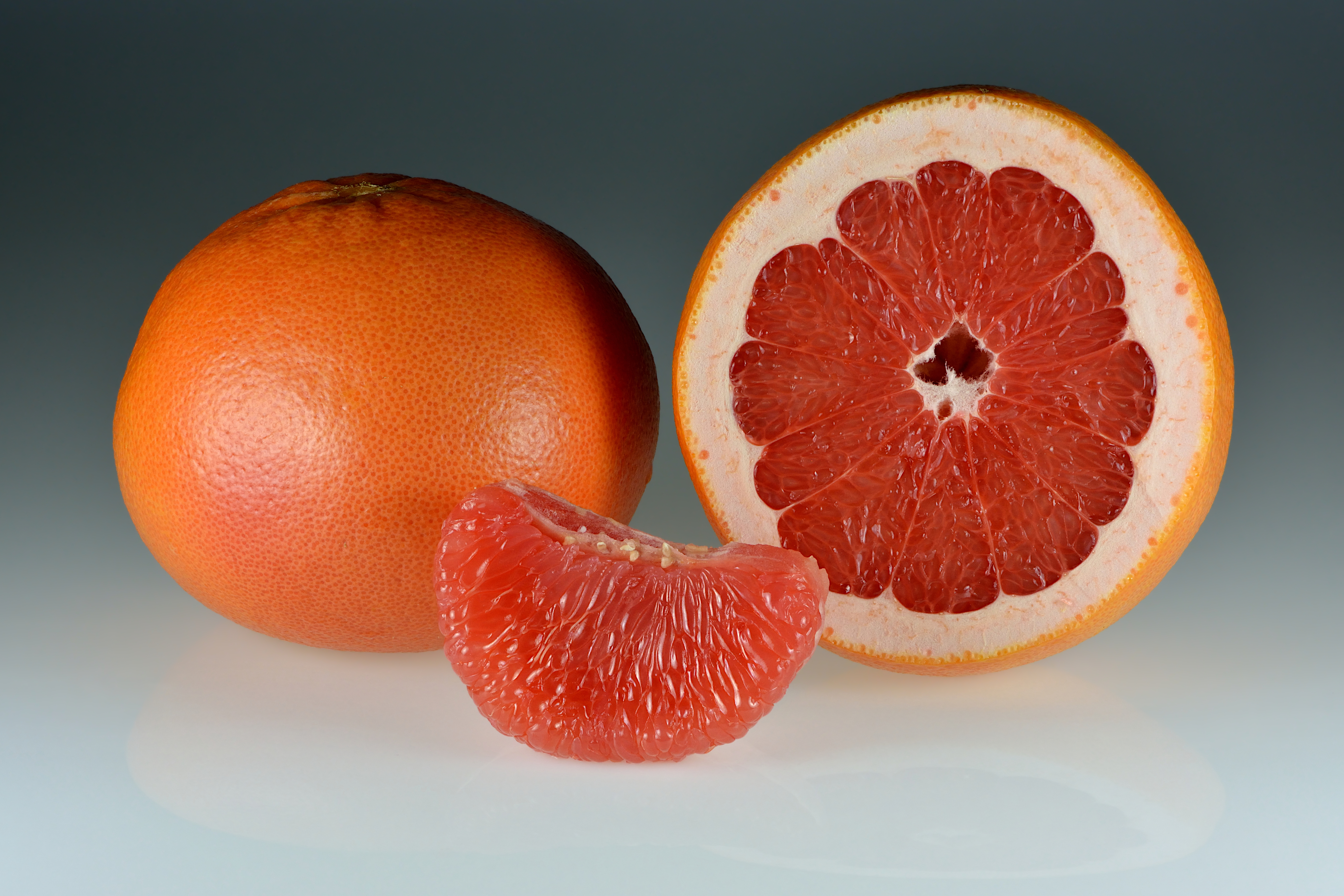
C. paradisi rouge 'Flame Seedless'

#### Citrus paradisi
Souvent nommé pamplemousse dans le français moderne (anciennement grapefruit) mais pomelo par le Ministère français de l'agriculture, Citrus paradisi est un fruit plus petit et bien différent de son géniteur Citrus maxima par son gout, sa texture, sa jutosité, sa note amère et sa maturité tardive.
- C. paradisi  'Foster' un est mutant rose obtenu à Ellenton (Floride) par R.B. Foster en 1907. Il donne en 1913  'Marsh' Pink grapefruit (ou 'Thompson' Pink grapefruit) diffusé en 1924. Le succès commercial est important. En 1929 apparait 'Redblush' ou plus tard  'Ruby', 'Red Marsh', 'Red Seedless', 'Henninger Red' et enfin 'Star ruby' qui est breveté en 1931. 'Star ruby' est connu chez les francophones comme Pomelo de Corse. En 1978, 'Rio red' mutant davantage coloré que Star Ruby est obtenu au Texas.
- Dans la décennie 1970 'Oran red' est développé en Argentine. 'Nel ruby' est développé en Afrique du Sud dans les année 1980, il est aussi fortement coloré[38] de même 'RedHearth' aussi connu sous le nom de 'Flamingo'[39] qui a été conservé en Israël.

Tous ces C. paradisi sont des hybrides de C. maxima x C. sinensis (pamplemoussier x oranger doux).

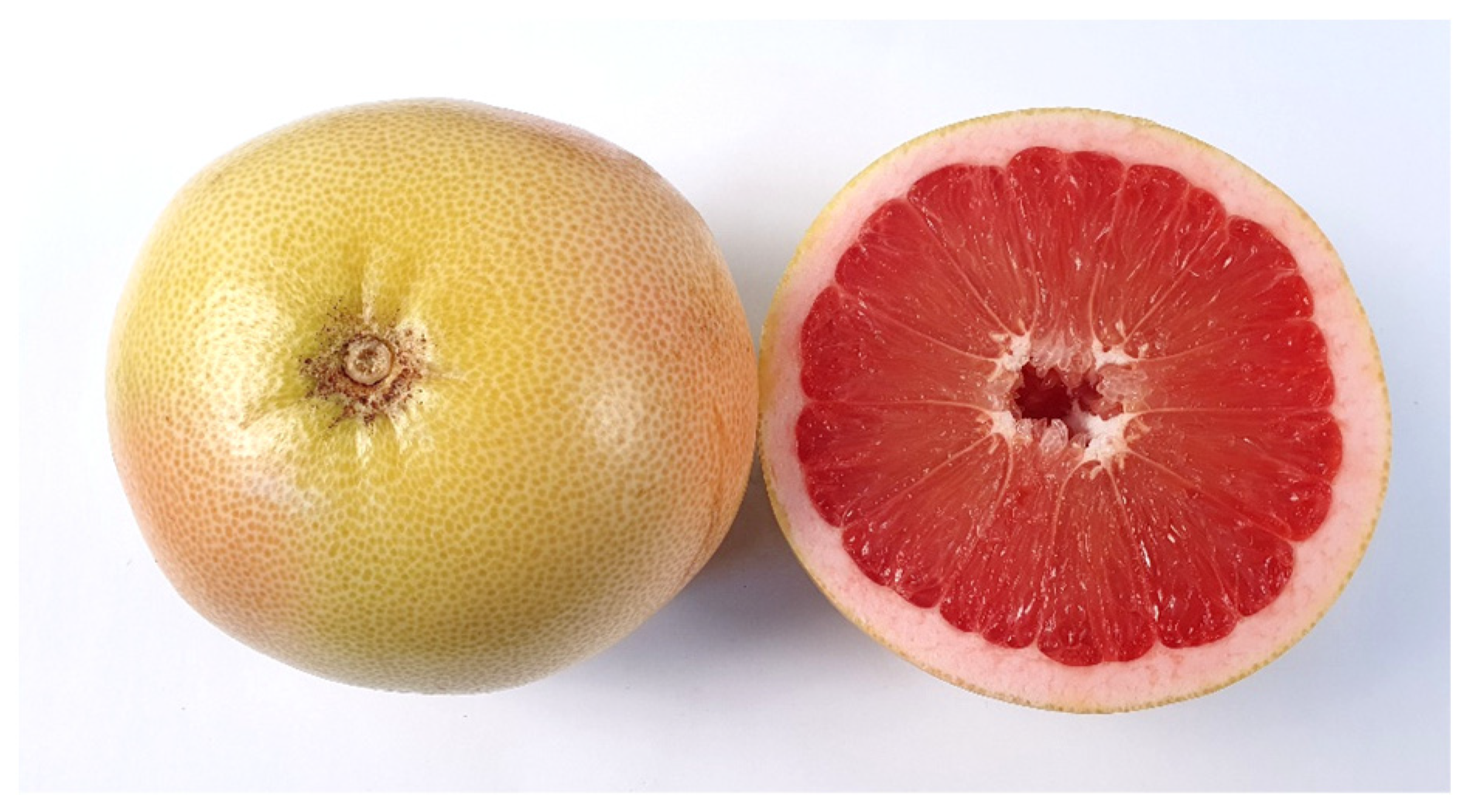
hybride C. maxima x C. paradi 'Redson'

#### Hybrides
- 'Einat' ou 'Redson™' est un double hybride triploïde de C. paradisi et de pamplemousse C. maxima à chair rouge obtenu en Israël. Riche en naringine, il a une pulpe marquée par l'amertume[41]. La commercialisation a commencé en 2024[42].

## Huile essentielle
Une publication compare les huiles essentielles (hydrodistillation) de pamplemousses rouges et blancs d'origine bangladaise (2022), la composition du fruit à pulpe claire était limonène (67,6 %), β-linalol (7,5 %) et néral (6,6 %), β-myrcène (3,7 %) contre 0, alors que celle du fruit à pulpe rouge était limonène (73,8 %), β-linalol (5,4 %) et néral (4,1 %), mésitylène 3,3 % (contre 0), β-pinène 2,6 % (contre 0). Le rendement du second est légèrement plus faible 0,96 % contre 1,1 %.
Pour mémoire les huiles essentielles de C. maxima sont caractérisées par une quantité élevée de coumarine, d'époxydes de furanocoumarine et de composés hétérocycliques oxygénés (OHC): méranzine, oxypeucédanine, 6',7'-époxyauraptène et l'époxybergamottine.